# K League 1 2020
La K League 1 2020 è stata la 38ª edizione della massima serie del campionato sudcoreano di calcio, che è iniziata l'8 maggio ed è terminata il 1º novembre 2020. Il campionato sarebbe dovuto iniziare il 29 febbraio e terminare l'8 ottobre, ma a causa della Pandemia di COVID-19 nel mondo, sono cambiate le date ed il formato del campionato.
Il campione uscente, per la settima volta, è lo Jeonbuk Hyundai.

## Stagione

### Novità
Al termine della K League 1 2019 sono retrocesse il Gyeongnam (che ha perso il play-off promozione/retrocessione) e lo Jeju SK ultimo classificato, mentre dalla K League 2 2019 sono stati promossi il Gwangju, vincitore della serie cadetta, e il Busan IPark vincitore dei play-off.

### Formula
A causa della Pandemia di COVID-19 nel mondo, il formato del campionato è stato modoficato. Le 12 squadre si sono affrontate in un girone all'italiana con partite di andata e ritorno, per un totale di 22 giornate. Al termine della stagione regolare, sono state divise in due gironi: le prime sei e le ultime sei. Nella fase finale le squadre si sono affrontate con partite di sola andata, per un totale di 5 giornate.
La squadra prima classificata è dichiarata campione della Corea del Sud ed insieme alla seconda è stata ammessa alla fase a gironi della AFC Champions League 2021. La terza e la quarta sono state ammesse alla fase play-off della AFC Champions League 2021. L'ultima della classifica viene retrocessa in K League 2, mentre la penultima partecipa allo spareggio promozione/retrocessione.

## Squadre partecipanti
| Club                    | Città                 | Stadio                       | Stagione precedente          |
| ----------------------- | --------------------- | ---------------------------- | ---------------------------- |
| Busan IPark             | Pusan                 | Busan Asiad Stadium          | 2º posto in K League 2       |
| Daegu FC                | Taegu                 | DGB Daegu Bank Park          | 5º posto in K League 1       |
| Gangwon FC              | Gangwon               | Chuncheon Songam Stadium     | 6º posto in K League 1       |
| Gwangju FC              | Gwangju               | Gwangju World Cup Stadium    | 1º posto in K League 2       |
| Incheon United          | Incheon               | Incheon Football Stadium     | 10º posto in K League 1      |
| Jeonbuk Hyundai Motors  | Jeolla Settentrionale | Jeonju World Cup Stadium     | Campione della Corea del Sud |
| Pohang Steelers         | Pohang                | Pohang Steel Yard            | 4º posto in K League 1       |
| Sangju Sangmu           | Sangju                | Sangju Civic Stadium         | 7º posto in K League 1       |
| Seongnam FC             | Seongnam              | Tancheon Stadium             | 9º posto in K League 1       |
| FC Seoul                | Seul                  | Seoul World Cup Stadium      | 3º posto in K League 1       |
| Suwon Samsung Bluewings | Suwon                 | Suwon World Cup Stadium      | 8º posto in K League 1       |
| Ulsan Hyundai           | Ulsan                 | Ulsan Munsu Football Stadium | 2º posto in K League 1       |

## Classifica finale
Fonte: sito ufficiale.
|                          | Pos. | Squadra         | Pt | G  | V  | N  | P  | GF | GS | DR  |
| ------------------------ | ---- | --------------- | -- | -- | -- | -- | -- | -- | -- | --- |
| Poule scudetto           |      |                 |    |    |    |    |    |    |    |     |
| Corea del Sud (bandiera) | 1.   | Jeonbuk Hyundai | 60 | 27 | 19 | 3  | 5  | 46 | 21 | +25 |
|                          | 2.   | Ulsan HD        | 57 | 27 | 17 | 6  | 4  | 54 | 23 | +31 |
|                          | 3.   | Pohang Steelers | 50 | 27 | 15 | 5  | 7  | 56 | 35 | +21 |
|                          | 4.   | Sangju Sangmu   | 44 | 27 | 13 | 5  | 9  | 34 | 36 | -2  |
|                          | 5.   | Daegu           | 38 | 27 | 10 | 8  | 9  | 43 | 39 | +4  |
|                          | 6.   | Gwangju         | 25 | 27 | 6  | 7  | 14 | 32 | 46 | -14 |
| Poule retrocessione      |      |                 |    |    |    |    |    |    |    |     |
|                          | 7.   | Gangwon         | 34 | 27 | 9  | 7  | 11 | 36 | 41 | -5  |
|                          | 8.   | Suwon Bluewings | 31 | 27 | 8  | 7  | 12 | 27 | 30 | -3  |
|                          | 9.   | Seoul           | 29 | 27 | 8  | 5  | 14 | 23 | 44 | -21 |
|                          | 10.  | Seongnam        | 28 | 27 | 7  | 7  | 13 | 24 | 37 | -13 |
|                          | 11.  | Incheon Utd     | 27 | 27 | 7  | 6  | 14 | 25 | 35 | -10 |
|                          | 12.  | Busan IPark     | 25 | 27 | 5  | 10 | 12 | 25 | 38 | -13 |

Legenda:
      Campione della Corea del Sud e ammesso alla AFC Champions League 2021.
      ammesso alla AFC Champions League 2021.
      ammessa alle qualificazioni della AFC Champions League 2021.
 Ammessa ai play-off promozione/retrocessione.
      retrocessa in K League 2021.
Note:
Tre punti a vittoria, uno a pareggio, zero a sconfitta.
La classifica viene stilata secondo i seguenti criteri:
- Punti conquistati
- Differenza reti generale
- Reti totali realizzate
- Punti negli scontri diretti
- Differenza reti negli scontri diretti
- Reti realizzate negli scontri diretti
- Classifica fair-play
- Sorteggio

## Statistiche

### Classifica marcatori
Fonte: Sito ufficiale.
| Gol |  |  | Giocatore            | Squadra                 |
| --- |  |  | -------------------- | ----------------------- |
| 26  |  |  | Júnior Negrão        | Ulsan Hyundai           |
| 19  |  |  | Stanislav Il'jučenko | Pohang Steelers         |
| 18  |  |  | Cesinha              | Daegu FC                |
| 14  |  |  | Aleksandar Paločević | Pohang Steelers         |
| 12  |  |  | Stefan Mugoša        | Incheon United          |
| 12  |  |  | Felipe               | Gwangju FC              |
| 11  |  |  | Han Kyo-won          | Jeonbuk Hyundai Motors  |
| 10  |  |  | Song Min-kyu         | Pohang Steelers         |
| 9   |  |  | Dejan Damjanović     | Daegu FC                |
| 9   |  |  | Adam Taggart         | Suwon Samsung Bluewings |
| 9   |  |  | Ko Moo-yeol          | Gangwon FC              |